# Cementerio de los Héroes
El Cementerio de los Héroes (en tagalo: Libingan ng mga Bayani) es un cementerio nacional en el Fuerte Bonifacio en Bicutan occidental, ciudad de Taguig, en el área metropolitana de Manila, en las Filipinas.
Fue establecido como un lugar adecuado de descanso para el personal militar filipino desde soldados a los generales, así como los héroes y mártires nacionales. Entre los que están enterrados en el cementerio están la mayoría de los defensores de Bataan y Corregidor del 1 de enero al 6 de mayo de 1942, y de los campos de batalla de la liberación aliada de las Filipinas desde 1942 hasta 1945 durante la Segunda Guerra Mundial. También contiene la tumba nacional del soldado desconocido. Se establece como la contraparte filipina del Cementerio y monumento estadounidense que alberga los restos del personal de los Estados Unidos que murió en la Segunda Guerra Mundial. 
Se estableció por primera vez en mayo de 1947 como «Cementerio conmemorativo de la República». Fue renombrado como su denominación actual el 27 de octubre de 1954 por el presidente Ramón Magsaysay . 
Los presidentes de Filipinas Ferdinand Marcos, Carlos P. García y Diosdado Macapagal, los vicepresidentes Arturo Tolentino y Salvador H. Laurel, los generales Artemio Ricarte y Carlos P. Rómulo, el jefe de las Fuerzas Armadas Angelo Reyes, y el senador Blas Ople también están enterrados en el cementerio.